# Eros melanurus
Eros melanurus là một loài bọ cánh cứng trong họ Lycidae. Loài này được Blanchard miêu tả khoa học năm 1843.